# Callionymus fluviatilis
 Callionymus fluviatilis és una espècie de peix de la família dels cal·lionímids i de l'ordre dels cipriniformes que es troba des de l'Índia fins al Vietnam.